# Edina Kotsis
Edina Kotsis (27 de junio de 1990) es una deportista húngara que compite en taekwondo. Ganó una medalla de bronce en el Campeonato Mundial de Taekwondo de 2015 y una medalla de plata en el Campeonato Europeo de Taekwondo de 2012, ambas en la categoría de –57 kg.

## Palmarés internacional
| Campeonato Mundial | Campeonato Mundial       | Campeonato Mundial | Campeonato Mundial |
| Año                | Lugar                    | Medalla            | Categoría          |
| ------------------ | ------------------------ | ------------------ | ------------------ |
| 2015               | Cheliábinsk (Rusia)      | Medalla de bronce  | –57 kg             |
| Campeonato Europeo |                          |                    |                    |
| Año                | Lugar                    | Medalla            | Categoría          |
| 2012               | Mánchester (Reino Unido) | Medalla de plata   | –57 kg             |